# 伊丽莎白·汤普森
伊丽莎白·萨瑟登·汤普森，巴特勒爵士夫人（Elizabeth Southerden Thompson, Lady Butler，1846年11月3日 - 1933年10月2日），英国少有的著名女历史绘画画家。作品多以战争为主题。她的丈夫是陆军中将威廉·巴特勒爵士（Sir William Butler）。她最著名的作品包括The Roll Call（为维多利亚女王所收藏）、The Defence of Rorke's Drift、Scotland Forever。伊丽莎白在自传中写道：“我作画，并不是为了描绘战争中的荣誉，而是为了描绘战争中的感伤悲沧与慷慨激昂。”她的姊妹是爱丽丝·梅内尔。